# サジェスト
| ウィキペディアには「サジェスト」という見出しの百科事典記事はありません（タイトルに「サジェスト」を含むページの一覧/「サジェスト」で始まるページの一覧）。 代わりにウィクショナリーのページ「suggest」が役に立つかもしれません。 |